# Зблютово
Зблютово (пол. Zblutowo) — село в Польщі, у гміні Моньки Монецького повіту Підляського воєводства.
Населення — 106 осіб (2011).
У 1975-1998 роках село належало до Білостоцького воєводства.

## Демографія
Демографічна структура станом на 31 березня 2011 року:
|          | Загалом | Допрацездатний вік | Працездатний вік | Постпрацездатний вік |
| -------- | ------- | ------------------ | ---------------- | -------------------- |
| Чоловіки | 50      | 13                 | 31               | 6                    |
| Жінки    | 56      | 12                 | 34               | 10                   |
| Разом    | 106     | 25                 | 65               | 16                   |